# آمونیوم لاکتات
آمونیوم لاکتات (به انگلیسی: Ammonium lactate) با فرمول شیمیایی C۳H۹O۳N یک ترکیب شیمیایی است. که جرم مولی آن ۱۰۷٫۰۶ g/mol می‌باشد. 